# Nagitsuji (métro de Kyoto)
Nagitsuji (椥辻駅, Nagitsuji-eki) est une station du métro de Kyoto sur la ligne Tōzai dans l'arrondissement de Yamashina à Kyoto.

## Situation sur le réseau
La station Nagitsuji est située au point kilométrique (PK) 4,9 de la ligne Tōzai.

## Histoire
La station a été inaugurée le 12 octobre 1997.

## Services aux voyageurs

### Accès et accueil
La station est ouverte tous les jours.

### Desserte
- Ligne Tōzai :
  - voie 1 : direction Uzumasa Tenjingawa
  - voie 2 : direction Rokujizō